# Форе (провинция)

Герб Форе

Форе́ (фр. Forez — бывшая провинция Франции, приблизительно соответствующая центральной части современного департамента Луар и Шер и части департаментов Верхняя Луара и Пюи-де-Дом.
Город Монбризон на Луаре считается исторической столицей Форе.
Жителей Форе называют форезийцами (фр. Foréziens).
Улица Форе в третьем округе Парижа возникла в конце XVI века и присутствует на карте Парижа Тюрго.

## Список графов Форе
Происхождение графства Форе неясно. Есть несколько ранних фигур, которых иногда считают графами Форе. Тот факт, являются они графами или нет, может повлиять на нумерацию, предлагаемую для более поздних графов.
- Вильгельм I, записанный как граф в 925 году в документе аббатства Савиньи.
- Вильгельм II, записанный как граф в 944 году в документе аббатства Клюни.
- Арто I, предполагаемый брат Вильгельма II, умер в 960 г.
- Жерар I, предполагаемый сын Арто I, умер в 990 г.

Графы Форе были также графами Лиона до 1173 года, когда графство Лиона перешло к архиепископу Лиона.

### Дом Форе
- Арто I (II) (умер до 1010 г.)
- Понс (умер в 1011/1016 г.) из правящего дома Жеводана, правил Форе через брак.
- Арто II (III) (умер около 1017 г.)
- Герард I (II) (умер после 1046 г.)
- Арто III (IV) (умер в 1079 г.)
- Вильгельм I (III) (1079—1097)
- Вильгельм II (IV) (умер после 1107 г.)
- Юстас (умер 1110/1117)
- Ги (1107?-1115?), из правящего дома Гинес, правил Форе через брак.

Период между 1096 и 1115 годами неясен из-за отсутствия источников.

### Дом Албона
- Гиг I (II) (1107?-1138), сын Гиг-Раймона (иногда называемого Гигом I) и Иды-Раймон, дочери Арто III.
- Гиг II (III) (1138—1199)
- Гиг III (IV) (1199—1203)
- Гиг IV (V) (1203—1241)
- Гиг V (VI) (1241—1259)
- Рено (1259—1270)
- Гиг VI (VII) (1270—1279)
- Жан I (1279—1333)
- Гиг VII (VIII) (1333—1358)
- Людовик (1358—1362)
- Жан II (1362—1369)
- Жанна (1369—1372)
- Анна (1372—1417)

### Дом Бурбонов
- Жан I (1417—1434)
- Карл I (1434—1456)
- Жан II (1456—1488)
- Карл II (1488 г.)
- Пьер (1488—1503)
- Сюзанна (1505—1521)
  - Карл III (1505—1521), граф по браку

### Дом Савойи
- Луиза (1521—1531)

Присоединён к французской короне в 1531 году.

### Удел
Генрих (1566—1574), будущий король Генрих III.
Навсегда присоединился к французской короне в 1574 году.